# 573 (tal)
573 är det naturliga heltal som följer 572 och följs av 574.

## Matematiska egenskaper
- 573 är ett udda tal.
- 573 är ett semiprimtal[1].
- 573 är ett sammansatt tal.
- 573 är ett defekt tal.

## Inom vetenskapen
- 573 Recha, en asteroid.